# Mossad Awad
Mossad Awad (arabe : مسعد عوض) est un footballeur égyptien né le 15 janvier 1993 en Égypte, qui joue actuellement à Al Ahly SC.

## Carrière
Awad participe à la Coupe d'Afrique des moins de 20 ans 2013. Il est élu meilleur gardien de la compétition.
À la suite de ces bonnes performances, il est transféré à Al Ahly SC.

## Palmarès

### Club
- Championnat d'Egypte : 2016

### International
- Vainqueur de la Coupe d'Afrique des nations juniors en 2013
- Élu meilleur gardien de la Coupe d'Afrique des nations junior 2013.